# Eustala clavispina
Eustala clavispina är en spindelart som först beskrevs av O. Pickard-Cambridge 1889.  Eustala clavispina ingår i släktet Eustala och familjen hjulspindlar. Inga underarter finns listade i Catalogue of Life.